# Nocino

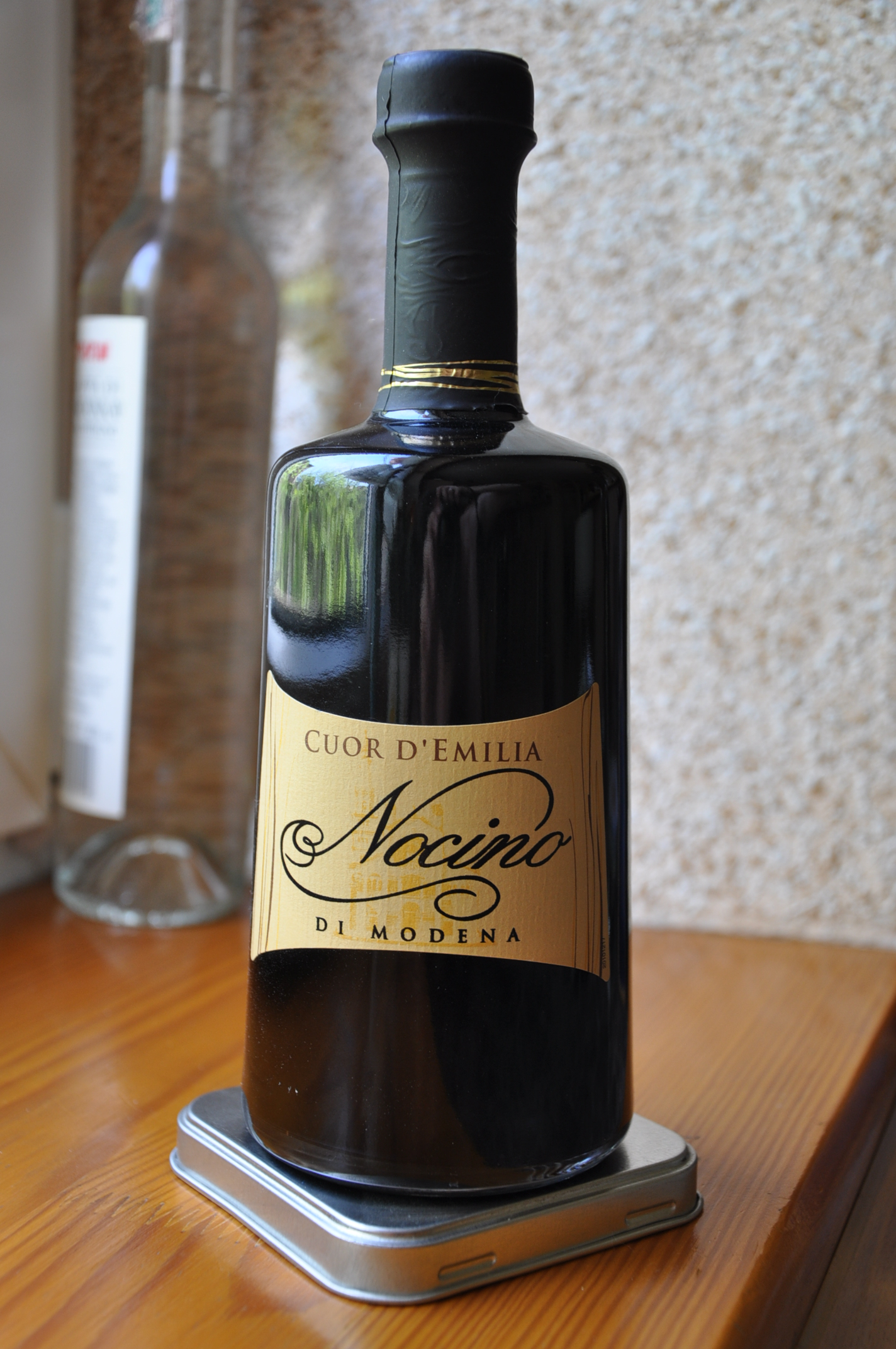
Une bouteille de Nocino

Le Nocino est une liqueur produite à base de noix vertes (Juglans regia L.) produite dans diverses régions européennes, dont la province de Modène en Émilie-Romagne.
Obtenue principalement par la distillation et/ou la macération de noix vertes entières, elle présente une robe d'un ton brun foncé et titre au minimum 30 % d'alcool.
Selon le règlement du 15 janvier 2008 du Parlement européen, il existe deux indications géographiques de Nocino :  le Nocino di Modena et l'Orehovec de Slovénie.